# Lulua tartomány
A Lulua tartomány a Kongói Demokratikus Köztársaság 2005-ös alkotmánya által létrehozott közigazgatási egység. Az alkotmány 2009. február 18-án, 36 hónappal az alkotmányt elfogadó népszavazás után lép hatályba. A tartomány az ország közepén fekvő Sankuru tartománytól délre helyezkedik el, jelenleg a Nyugat-Kasai tartomány körzete. Fővárosa Kananga. A tartomány nemzeti nyelve a csiluba.

## Története
A Lulua tartományt 1962-ben, az első kongói válság idején hozták létre a korábbi Kasai tartományból. Akkori neve Luluabourg tartomány volt.  Később, 1966-ban Mobutu Sese Seko kormányzása során a Kelet-Kasai tartomány részévé tették. A 2009-ben életbe lépő új alkotmány önálló tartományi jogot adott neki.

### A Luluabourg tartomány elnökei (1965-től kormányzói)
- 1962. szeptember - 1963. szeptember,  François Luakabwanga (először)
- 1963. szeptember - 1964. Szeptember 25.,  André Lubaya
- 1964. szeptember 25. – 1965. december,  François Luakabwanga (másodszor)
- 1966. január – 1966. április 18., Constantin Tshilumba
- 1966. április 18. – 1966. április 25.,  François Luakabwanga (harmadszor)

## Területi felosztása
A tartomány körzetei az új alkotmány szerint:
- Luiza
- Kazumba
- Kananga
- Dimbelenge
- Dibaya
- Demba

## Külső hivatkozások
- Lulua tartomány körzeti felosztása
- A Kongói Demokratikus Köztársaság tartományai és azok vezetői